# Brownimecia
Brownimecia é um extinto gênero de formigas, o único gênero da tribo Brownimeciini e da subfamília Brownimeciinae da família Formicidae. Fósseis das espécies identificadas, Brownimecia clavata e Brownimecia inconspicua, foram encontrados no Cretáceo Superior da América do Norte. O gênero é uma das várias formigas descritas a partir de âmbares do Cretáceo Superior de Nova Jérsei. Inicialmente, Brownimecia foi classificado na subfamília Ponerinae, mas em 2003 foi transferido para sua própria subfamília. Ele pode ser distinguido de outras formigas por suas mandíbulas incomuns em forma de foice, além de outras características morfológicas que o tornam único entre os Formicidae. Brownimecia clavata é pequena, medindo 3,43 mm, e quase todos os espécimes coletados possuem um ferrão. A morfologia das mandíbulas sugere um alto grau de especialização alimentar.

## História e classificação
Brownimecia clavata é conhecida por três fósseis adultos: o holótipo—espécime número AMNH NJ-667—coletado por Yale Goldman; o parátipo; e um terceiro descrito em 2005. Na época da descrição do gênero, os espécimes-tipo estavam no Museu Americano de História Natural, em Nova York. Todos os espécimes descritos são fêmeas adultas da casta operária, preservadas como inclusões em pedaços transparentes de âmbar de Nova Jérsei [en]. Os espécimes de âmbar foram recuperados de depósitos da argila de fogo de South Amboy, parte da formação Raritan. O âmbar de Nova Jérsei foi datado de aproximadamente 90 a 94 milhões de anos, situando-se no Turoniano do Cretáceo Superior. A análise da composição do âmbar indica que ele se originou de resinas de cupressáceas, depositadas em lagoas e pântanos de água salgada ao longo da costa leste do Cretáceo. Brownimecia clavata é uma das várias espécies de formigas descritas a partir do âmbar de Nova Jérsei, incluindo Sphecomyrma freyi, Sphecomyrma mesaki, Baikuris casei [en] e Kyromyrma neffi.
Os fósseis-tipo foram estudados pela primeira vez pelos paleoentomologistas David Grimaldi, Donat Agosti e James Carpenter, do Museu Americano. A descrição do novo gênero e espécie, publicada em 1997 no periódico American Museum Novitates [en], foi feita por eles. O nome do gênero é um patronímico em homenagem ao sistematista de formigas William L. Brown, Jr., que codescreveu o primeiro gênero e espécie de formiga do Cretáceo, Sphecomyrma freyi. O epíteto específico clavata refere-se às antenas distintivamente clavadas observadas nas operárias. Grimaldi, Agosti e Carpenter classificaram o gênero na subfamília de formigas existente Ponerinae, sem atribuição tribal, com base em uma leve constrição do gastro [en]. Eles também notaram características compartilhadas com formigas do grupo amblyoponinae, então parte da Ponerinae. As operárias possuem esporas genais na região inferior sob os olhos compostos pequenos. As operárias também têm mandíbulas longas e estreitas, semelhantes às de alguns gêneros amblyoponinos. A classificação em Ponerinae permaneceu até uma revisão da subfamília publicada em 2003 pelo mirmecologista Barry Bolton [en]. Nesse estudo, a subfamília foi considerada um grupo parafilético, e muitos dos gêneros incluídos foram transferidos para subfamílias separadas, incluindo os amblyoponinos e Brownimecia. Devido à combinação única de características morfológicas de Brownimecia, Bolton criou a nova subfamília Brownimeciinae para o gênero. Ele observou que suas mandíbulas em forma de foice, sem dentes, são incomuns para formigas e frequentemente associadas a comportamento dulótico, ou de escravização, em gêneros existentes. Em contraste com formigas do grupo-tronco, como as sphecomyrminas, os escapos das operárias de Brownimecia são mais alongados, semelhantes aos de formigas do grupo coroa. Em sua análise filogenética de 2007 sobre Formicidae, o entomologista Philip Ward sugere que Brownimecia pode ser um gênero do grupo coroa e posicionou a subfamília no agrupamento informal "poneroide" em sua filogenia. 

## Descrição

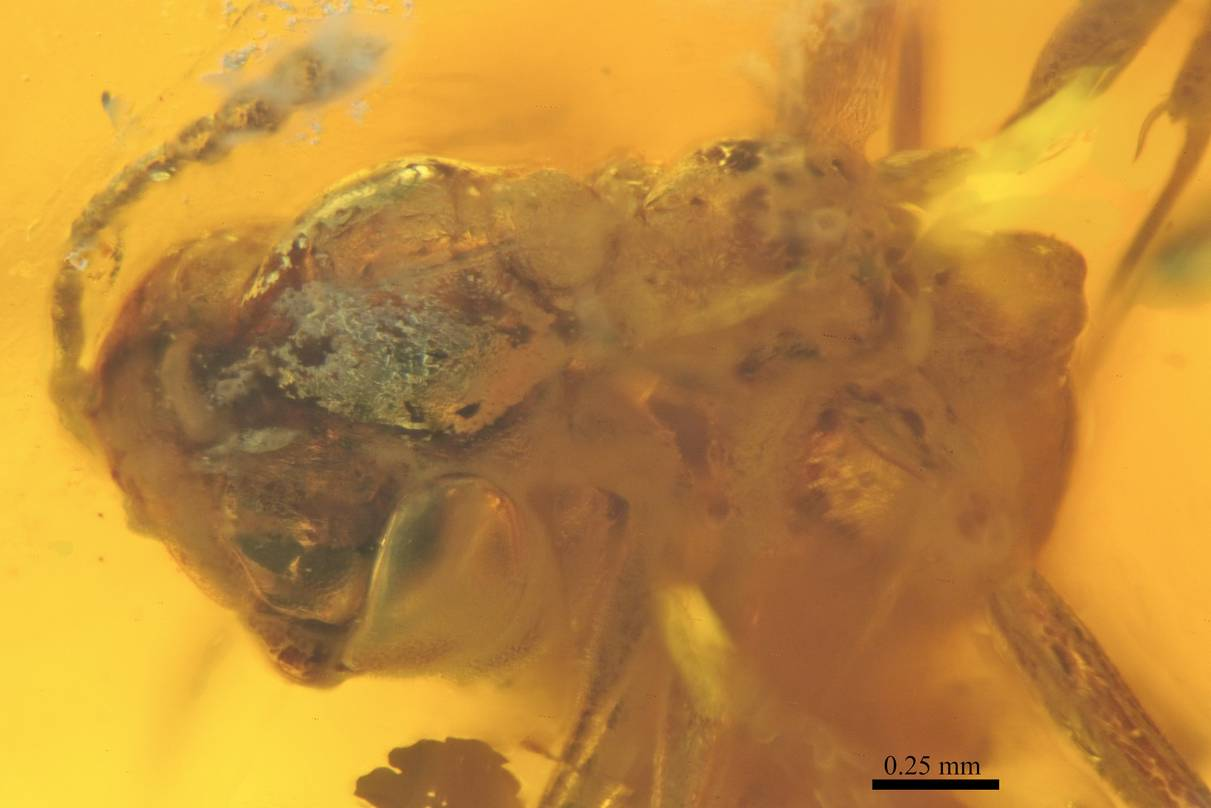
Holótipo de Brownimecia clavata, vista dorsal

Tanto a operária holótipo de Brownimecia quanto a operária descrita em 2005 estão completas e preservadas em posições curvadas, com seus ferrões estendidos. A operária parátipo está muito incompleta; o âmbar que a contém provavelmente foi, pelo menos parcialmente, polido por tamboreamento, expondo a formiga e resultando na perda de partes da cabeça, antena esquerda, pernas médias, pernas traseiras e todas as antenas e pernas dianteiras direitas. Essa exposição permitiu que a cavidade interna do fóssil fosse examinada sob microscópio eletrônico de varredura após ser revestida com uma camada de ouro.
O holótipo tem um comprimento corporal total de aproximadamente 3,43 mm, com setas [en] finamente espalhadas em todas as partes, exceto no noto e no propódeo [en]. A cabeça é grande, com olhos compostos pequenos e arredondados, compostos por cerca de cem omatídios. O holótipo não mostra claramente se os ocelos estão presentes ou ausentes, mas eles estão claramente ausentes no espécime de 2005. As mandíbulas são em forma de cimitarra, sem dentes nas faces internas e quase do comprimento da cabeça. As mandíbulas cruzam-se perto da metade de seu comprimento, e as superfícies orais possuem aproximadamente trinta setas curtas em forma de agulha. O clípeo é curto, mas largo, atravessando quase toda a largura da cabeça. Crenelações perpendiculares percorrem a margem superior do clípeo no espécime de 2005. As genas possuem uma estrutura dentiforme distinta nas laterais inferiores. As antenas de onze segmentos são distintas por terem uma ponta definitivamente clavada, uma característica não observada em outras formigas do Cretáceo descritas. O segmento flagelômero apical é quase duas vezes mais largo que os outros segmentos, enquanto os segmentos terceiro a sexto são os mais curtos, e o segundo flagelômero é ligeiramente inchado.
Os espiráculos [en] metatorácicos são elevados em pequenos cones que se projetam do alitronco, enquanto os orifícios da glândula metapleural [en] não são notavelmente elevados, possuindo uma crista que leva a eles. Todos os orifícios de glândulas e espiráculos do alitronco estão, em algum grau, obscurecidos no holótipo por espumas de bolhas que escaparam logo após a operária ser soterrada na seiva. A parte superior do pedicelo forma um ápice pontiagudo em vez de uma cúpula mais arredondada. Há uma cobertura de pelos finos de microtríquias [en] no pedicelo, e um par de setas pequenas está situado perto do ápice. Na frente do pedicelo, há uma área de fixação estreita ao propódeo, enquanto a parte traseira é alargada em uma grande fixação ao gáster. O hélcio, uma pequena placa de exoesqueleto entre o pedicelo e o gáster, é desenvolvido e exibe crenelações na borda traseira. Há uma constrição pequena, mas distinta, entre o primeiro e o segundo segmentos do gáster. Tanto o holótipo quanto o espécime de 2005 possuem a ponta do gáster totalmente preservada, mostrando o ferrão estendido, enquanto o parátipo não possui a área da ponta.
Devido à morfologia incomum das mandíbulas, cientistas sugeriram que Brownimecia pode ter tido um alto grau de especialização alimentar [en].
- Brownimecia clavata Grimaldi, Agosti & Carpenter, 1997
- Brownimecia inconspicua Sosiak et al., 2024[6]